# 唐良智
唐 良智（とう りょうち、1960年6月 - ）は、中華人民共和国の官僚・政治家。湖北省洪湖県出身。現職は中国人民政治協商会議安徽省委員会党組書記。元重慶市党委副書記、市長。

## 経歴
1960年6月、湖北省洪湖県で生まれる。1983年8月に華中工学院（現在の華中科技大学）を卒業後、同年、中華人民共和国郵電部上海第一研究所に入所。1985年に武漢市に戻り、武漢郵電科学研究院で技術員を務めた。
1987年、武漢市東湖新技術産業開発区管理弁公室主任科員に就任。2001年10月、武漢市礄口区党委副書記、区長代行、区長に就任。2003年4月、東湖開発区管理委員会主任兼工委副書記に就任。2007年6月、同省襄樊市（現在の襄陽市）に転任し、同市党委副書記、市長代行、市長、党委書記、人大常委会主任を歴任。2011年1月には武漢市党委副書記、市長代行に転任する。武漢市第12期人民代表大会第7回で2月17日、市長代行の唐良智が市長に選出された。
2014年12月、党務に転じて四川省成都市に赴任し、成都市党委副書記に就任した。2015年1月には成都市市長を兼務する。2016年7月11日、成都市党委書記に昇格。
2017年4月、重慶市党委副書記に転出。重慶市第5期人民代表大会第1回で2018年1月31日、唐良智が市長に選出された。
2021年12月、中国人民政治協商会議安徽省委員会党組書記に任命。